# Boeing B-1
Il Boeing B-1 (designazione aziendale Model 6) fu un piccolo idrovolante monomotore, biposto e biplano sviluppato dall'azienda aeronautica statunitense Boeing Airplane Company nei tardi anni dieci del XX secolo.
Progettato da William Boeing, proprietario dell'azienda che porta il suo nome, poco dopo il termine della prima guerra mondiale, fu il primo modello realizzato dalla Boeing destinato al mercato dell'aviazione civile, e benché si fosse rivelato un progetto ben realizzato ne venne costruito un unico esemplare, penalizzato dalla presenza sul mercato nazionale di molti velivoli ex militari convertiti all'uso commerciale.

## Storia del progetto

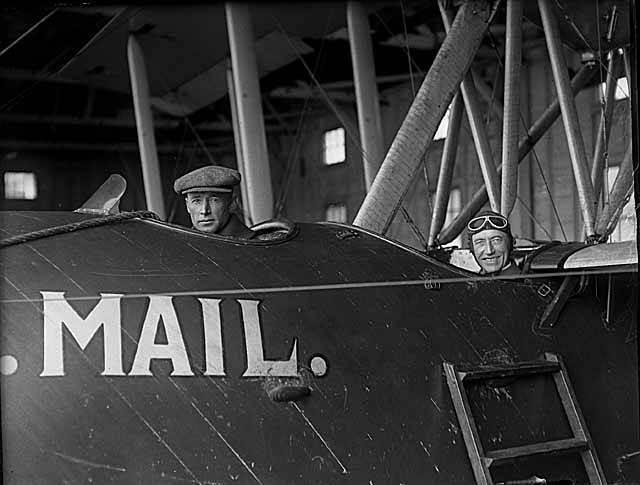
Hubbard, a sinistra, e un passeggero a Seattle, ca. 1919.

Con il termine della Grande Guerra, l'esperienza acquisita nel perfezionamento degli aerei militari e la mutata esigenza di equipaggiamento di nuovi modelli, non più impellenti per le concluse vicende belliche, costrinse le aziende aeronautiche a riqualificare la propria produzione introducendo nuovi modelli che potessero soddisfare le nuove esigenze commerciali nel trasporto di merci e passeggeri.
In quest'ambito William Boeing, decise di avviare il progetto del suo primo modello specificatamente ideato per utilizzo commerciale, attingendo alle capacità dell'azienda nella costruzione di modelli militari anche su licenza e alle conoscenze acquisite nella realizzazione dell'idropattugliatore marittimo Curtiss HS-2L.
Il Model 6, in seguito ridenominato B-1 per sottolineare che era il primo modello non militare concepito dall'azienda, riproponeva l'impostazione, convenzionale per l'epoca, del Curtiss HS, un idrovolante a scafo centrale, monomotore in configurazione spingente, con configurazione alare biplana, in grado di trasportare, oltre al pilota, nei suoi due abitacoli aperti fino a due passeggeri o merci per un peso equivalente.
Il velivolo, portato in volo per la prima volta il 27 dicembre 1919, pur proposto nelle varie manifestazioni e mostre aeronautiche, non riuscì ad attirare consensi per la sovrabbondante disponibilità di modelli di aereo ex militari che risultavano spesso economicamente più abbordabili ai pionieri delle aziende di trasporto via aerea che stavano nascendo in patria in quel periodo.

## Tecnica
Il modello riproponeva l'impostazione generale degli idrovolanti del periodo: cellula lignea a scafo centrale che integrava i due abitacoli aperti, l'anteriore, munito di parabrezza, destinato al pilota e il posteriore a due posti affiancati per i passeggeri, e che all'estremità posteriore terminava in un impennaggio cruciforme, con lungo elemento verticale raccordato alla parte dorsale dello scafo e piani orizzontali controventati dall'ampia superficie sdoppiata in stabilizzatore e doppi equilibratori.
La configurazione alare era del tipo biplano-sesquiplana, con ala collocata appena dietro l'abitacolo e piani alari con struttura lignea ricoperta da tela verniciata. Il piano alare inferiore, più corto, era in linea con la parte superiore dello scafo e collegato al superiore, l'unico dotato di alettoni, tramite due coppie di montanti interalari. A irrigidire ulteriormente la struttura concorrevano anche tiranti in cavetto d'acciaio, inoltre, come elementi ausiliari al galleggiamento, all'intradosso del piano alare inferiore erano collocati due galleggianti equilibratori.
La propulsione era originariamente affidata a un motore Hall-Scott L-6, un 6 cilindri in linea raffreddato a liquido, che trasmetteva il moto a un'elica lignea bipala a passo fisso, in grado di erogare una potenza massima pari a 200 CV (147 kW). Il gruppo motoelica era montato, in configurazione spingente, su un castello tubolare sotto l'intradosso del piano alare superiore, senza elementi carenanti, con il radiatore dell'impianto di raffreddamento posto frontalmente e direttamente investito in volo dal flusso dell'aria.

## Impiego operativo
L'unico esemplare costruito, nel 1920 fu acquistato dall'imprenditore Edward Hubbard, che lo impiegò in un servizio di posta aerea tra gli Stati Uniti d'America, con scali a Seattle e Washington, e il Canada, collegandolo a Victoria, capitale della provincia della Columbia Britannica. Il servizio di posta aerea iniziò il 27 dicembre 1919 e continuò per otto anni, stabilendo probabilmente il primato per il maggior numero di miglia percorse da un aereo fino ad allora. Hubbard percorse ai suoi comandi oltre 563 000 km; 304 000 nmi (350 000 mi), dovendo ricorrere alla sostituzione di ben sei diversi motori, dall'originale Hall-Scott L-6 da 200 hp (149 kW) a un Liberty da 400 hp (298 kW).
L'aereo rimase in servizio fino al 1930 prima di essere radiato. Con l'apertura, nel 1952, a Seattle del Museum of History & Industry (MOHAI), il B-1 venne acquistato e restaurato per essere esposto al pubblico dal 1954.